# Schwester Sara
Schwester Sara (* 3. Januar 1946 in Al-Minya, Ägypten) ist eine ägyptische Ordensfrau, die seit Schwester Emmanuelles Tod deren Werk und die Arbeit der „Mutter der Müllmenschen von Kairo“ weiterführt.

## Leben
Sarah Ayoub Ghattas wuchs als viertes von acht Kindern eines reichen ägyptischen Großgrundbesitzers auf. Ab 1960 besuchte sie die französischsprachige Privatschule der Kongregation der Josephsschwestern von Lyon. Seit dem 12. Lebensjahr hatte sie den Wunsch nach klösterlichem Leben. 1970 trat sie in den vom koptischen Bischof Athanasius gegründeten karitativen Frauenorden Bamat Myriam (Töchter Mariens) ein, wo sie 1973 die ewigen Gelübde ablegte und in Beni Suef Oberin des Klosters wurde. In Minia begann sie 1971 eine Ausbildung zur Krankenschwester. Gleichzeitig bewarb sie sich für weitere Studien und studierte ab 1971 Sozialarbeit und Theologie in Beni Suef.
1975 folgte sie der Einladung von Schwester Emmanuelle, sie bei der Betreuung der Müllsammler in den Slums der Kairoer Müllsiedlung Ezbeth-El-Nakhl zu unterstützen und wurde für die belgische Nonne, die unzureichend arabisch sprach und trotz guter Beziehungen zu den Familien in dem schwierigen Umfeld Mühe hatte, Reformen durchzusetzen, zur unersetzlichen Partnerin. Nach 18 Jahren gemeinsamen Wirkens, das sich 1981 nach Mukattam und 1985 nach Meadi Tora verlegte, trat sie 1993 nach dem Weggang von Schwester Emmanuelle ihre Nachfolge an und übernahm auch das Sammeln von Spenden, das sie bis 2009 auf 35 Auslandsreisen zwang. 1985 hatte sie in der Basilika von Mariazell ein mystisches Erlebnis.

## Aktivität
Schwester Sara spricht fließend Französisch, Englisch und Arabisch. Sie ruft international zu Spenden auf.  Seit Schwester Emmanuelles Tod am 20. Oktober 2008 leitet sie die von Schwester Emmanuelle gegründete Organisation „Association Soeur Emmanuelle“.

## Veröffentlichungen
- Schwester Emmanuelle, meine Freundin und Mutter. Unser Leben für die Müllsammler von Kairo., Tyrolia-Verlag. Innsbruck 2013, ISBN 978-3-7022-3284-9 (aus dem Französischen übersetzt von Anna Handler)